# Antun Palić
Antun Palić (Zágráb, 1988. június 25. –) horvát utánpótlás-válogatott labdarúgó, jelenleg a Kaposvári Rákóczi játékosa.

## Pályafutása

### Klubcsapatokban
Palić a horvát NK Zagreb akadémiáján nevelkedett, felnőtt pályafutását az NK Lučko csapatánál kezdte. 2011-ben a GNK Dinamo Zagreb labdarúgója volt, mellyel két horvát bajnoki címet és egy kupagyőzelmet ünnepelhetett. 2012 és 2013 között a ciprusi élvonalbeli AÉ Kítion Lárnakasz csapatában szerepelt. 2015 és 2017 között a román élvonalbeli FC Dinamo București játékosa volt, mellyel 2017-ben román ligakupát nyert. 2018 és 2019 között a moldáv FC Sheriff Tiraspol csapatával két moldáv bajnoki címet és egy moldáv kupát nyert. 2020 januárjában igazolta le őt a magyar élvonalbeli Kaposvári Rákóczi.

### Válogatott
Palić 2009 és 2010 között négy alkalommal szerepelt a horvát U21-es labdarúgó-válogatottban.

## Sikerei, díjai
- GNK Dinamo Zagreb
  - Horvát bajnok: 2010–11, 2011–12
  - Horvát kupagyőztes: 2010–11
- FC Dinamo București
  - Román ligakupagyőztes: 2016–17
- FC Sheriff Tiraspol
  - Moldáv bajnok: 2018, 2019
  - Moldáv kupagyőztes: 2019